# Andrés Resino
Andrés Resino Fernández (* 6. November 1940 in Velada; † 13. März 2011 in Santa Cruz de Bezana) war ein spanischer Schauspieler.

## Leben
Resino studierte zunächst Politikwissenschaft, wechselte jedoch dann auf die offizielle Schauspielschule. Bei seinem Mitschüler Pedro Olea spielte er seine erste Filmrolle (nach einem Kurzauftritt 1961), der bis heute fast 50 weitere, meist in spanischen oder italienischen Produktionen, folgten, wobei er in künstlerisch anspruchsvollen Werken genauso mitwirkte wie in kommerziellen Genreproduktionen. Von 1975 an widmete er sich auch intensiv der Bühnenarbeit und trat bis 2005 in vielen Stücken auf; seit Mitte der 1990er Jahre war auch das Fernsehen einer seiner Arbeitgeber. Seine populärste Rolle hatte er von 1996 bis 1999 als Bösewicht in der Fernsehserie El súper.
Resino war von 1968 bis 1984 mit der Schauspielerin Eva León verheiratet; die gemeinsamen Kinder Andrés junior und Mercedes sind ebenfalls im darstellenden Metier tätig. Der Fußballspieler und -trainer Abel Resino ist sein Cousin. Resino starb mit 70 Jahren an einem Krebsleiden.

## Filmografie (Auswahl)
- 1968: Dias de viejo color
- 1970: Der Teufel kennt kein Halleluja (La collera del vento)
- 1971: Nacht der Vampire (La noche de Walpurgis)
- 1972: Das Haus im Nebel (La mansión de la niebla)
- 1974: Kesse Teens – Die erste Liebe (La ragazzina)
- 1981: Panik im Casino (Asalto al casino)
- 1982: Operation Othello – Das schwarze Kommando (Otelo (Comando negro))
- 1985: Crimen en familia
- 1996–1999: El súper (Fernsehserie)
- 2001: Agente 700 (Fernsehserie)
- 2009: Fuera de lugar (Kurzfilm)